# Джексон, Шейла
Шейла Джексон (англ. Sheila Jackson; род. 11 ноября 1957) — английская шахматистка, гроссмейстер среди женщин (1988).

## Биография
В 1970 году победила на чемпионате Великобритании по шахматам среди девушек в возрастной группе U14, а в 1971 году повторила этот успех в возрастной группе U18. Многократная участница чемпионатов Великобритании по шахматам среди женщин, в которых четыре раза побеждала (1975, 1978, 1980, 1981) и один раз была второй после проигрыша в дополнительном матче (1977).
В 1991 году в Суботице участвовала в межзональном турнире розыгрыша чемпионата мира по шахматам среди женщин, в котором заняла 31-е место.
Представляла сборную Англии на крупнейших командных шахматных турнирах:
- в шахматных олимпиадах участвовала десять раз (1974—1992). В командном зачете завоевала серебряную (1976) медаль. В индивидуальном зачете завоевала серебряную (1982) медаль;
- в командном чемпионате Европы по шахматам участвовала в 1992 году.

С 2000 года в шахматных турнирах участвует редко.